# Nebulasaurus
Nebulasaurus taito
Genre
Espèce
Nebulasaurus est un genre éteint de dinosaures sauropodes retrouvé dans la formation géologique de Zhanghe, d'âge Jurassique moyen, au Yunnan, en Chine.
L'espèce type et seule espèce du genre, Nebulasaurus taito, a été décrite par L. Xing, T. Miyashita, P. J. Currie, H. You, Z. and Dong (2015),,. Elle est basée sur l'holotype référencé LDRC-v.d.1, constitué d'une boîte crânienne.

## Description
L. Xing, T. Miyashita, P. J. Currie, H. You, Z. and Dong (2015),, ont permis d'établir certains traits distinctifs de Nebulasaurus : Le supraoccipital, l'os moyen supérieur de l'occiput, constitue moins d'un dixième du bord supérieur du foramen magnum, et est repoussé du bord de ce foramen magnum par les exoccipitaux. Le supraoccipital n'a pas d'extension latérale entre les os de la paroi et les exoccipitaux, une caractéristique unique chez les Sauropoda. En outre, il existe une combinaison unique de caractéristiques qui ne sont pas uniques en soi. Une crête sur le côté du crâne, la crista interfenestralis, ne sépare qu'incomplètement la fenestra ovalis, la zone où sortent les nerfs optiques, du canal de l'artère carotide. Sur la jointure osseuse entre les os frontaux et les os de la paroi, il y a une grande ouverture, plus grande que le trou occipital. La petite ouverture entre la cavité cérébrale et le pharynx, vestige de la fenêtre embryonnaire de l'hypophyse, est située derrière les tubercules tombants de la face inférieure du crâne, les tubercules basilaires, plutôt que devant eux.
L'os de la paroi est plus large que long, une indication qu'il ne s'agit pas d'un sauropodomorphe basal en dehors des Sauropoda.

## Étymologie
Nebulasaurus signifie « lézard [de] nuage brumeux », du latin nebulae (« nuage brumeux », « nébulosité »), une référence au Yunnan, qualifiée de « province du sud nuageuse et brumeuse ». Le nom spécifique, taito, a été donné en l'honneur de l'entreprise japonaise Taito, située près du site des fossiles et qui a financé les recherches.

## Classification
Une analyse phylogénétique montre que Nebulasaurus et Spinophorosaurus forment un groupe frère,,. Cette découverte signifierait la présence d'un clade d'eusauropodes jamais retrouvé auparavant en Asie.